# Athysanella nata
Athysanella nata är en insektsart som beskrevs av Blocker och Johnson 1990. Athysanella nata ingår i släktet Athysanella och familjen dvärgstritar. Inga underarter finns listade i Catalogue of Life.